# 高庄河
高庄河是中華人民共和國山東省濟南市莱芜区高庄街道的河流，高庄河的源頭位於黄沟村，河流全長5.35（3.32英里），之後河流向北流動，最終在吴家楼村注入牟汶河。